# Žďárské vrchy
Žďárské vrchy jsou krajinnou oblastí (horopisnou jednotkou) na severozápadě Hornosvratecké vrchoviny a jejím geomorfologickým podcelkem o rozloze 485,78 km2, součást Českomoravské vrchoviny v regionálním členění georeliéfu (tvaru zemského povrchu) Česka. Leží z hlediska administrativně správního většinou rozlohy v Kraji Vysočina, menší severní částí v Pardubickém kraji.
Typem georeliéfu plochá vrchovina s vyklenutým zemským povrchem v nadmořských výškách přibližně 385–836 m, se střední výškou 658,9 m a středním sklonem 5°13’, tvoří ji horniny poličského krystalinika (pararula, perlová rula, svor) v oblasti Borovského lesa, svrateckého krystalinika (migmatit, ortorula, rula) v Devítiskalské a Pohledeckoskalské vrchovině, metamorfity svrateckého krystalinika v Milovské kotlině (dvojslídný svor, v malých ostrůvcích též mramor a drobně zrnitá biotitická rula) a v Pohledeckoskalské vrchovině také metamorfní jednotky v moldanubiku, např. amfibolit a pararula mezi Bystřicí nad Pernštejnem a Vlachovicemi.
V krajině typické úzké hřbety se skalisky (např. Drátenická skála, Pasecká skála aj.), skalním systémem typu malého skalního města (přírodní památka Devět skal) a hluboká rozevřená údolí, charakteristický údolní profil je označován jako „žďárský“ typ georeliéfu. Prameniště řek Novohradky, Sázavy a Svratky, nejníže je situovaná hladina řeky Svratky v nadmořské výšce 385 m pod přehradní hrází vodní nádrže Vír I na rozhraní Pohledeckoskalské vrchoviny a Sulkovecké vrchoviny (katastrálních území Karasín a Vír).
Horopisem (orografie) v nadmořských výškách stoupá na jihozápadním hřbetu Borovského lesa s vrcholy Otava (735 m) a Karlštejn (784 m), výšky nad 800 m dosahují vrchy v Devítiskalské vrchovině a v Pohledeckoskalské vrchovině, nejvyšší bod Žďárských vrchů leží na skalnatém vrcholu se zeměpisným názvem Devět skal (836 m n. m.) na katastrálním území obce Křižánky v okrese Žďár nad Sázavou náležejícím do Kraje Vysočina.

## Geografie

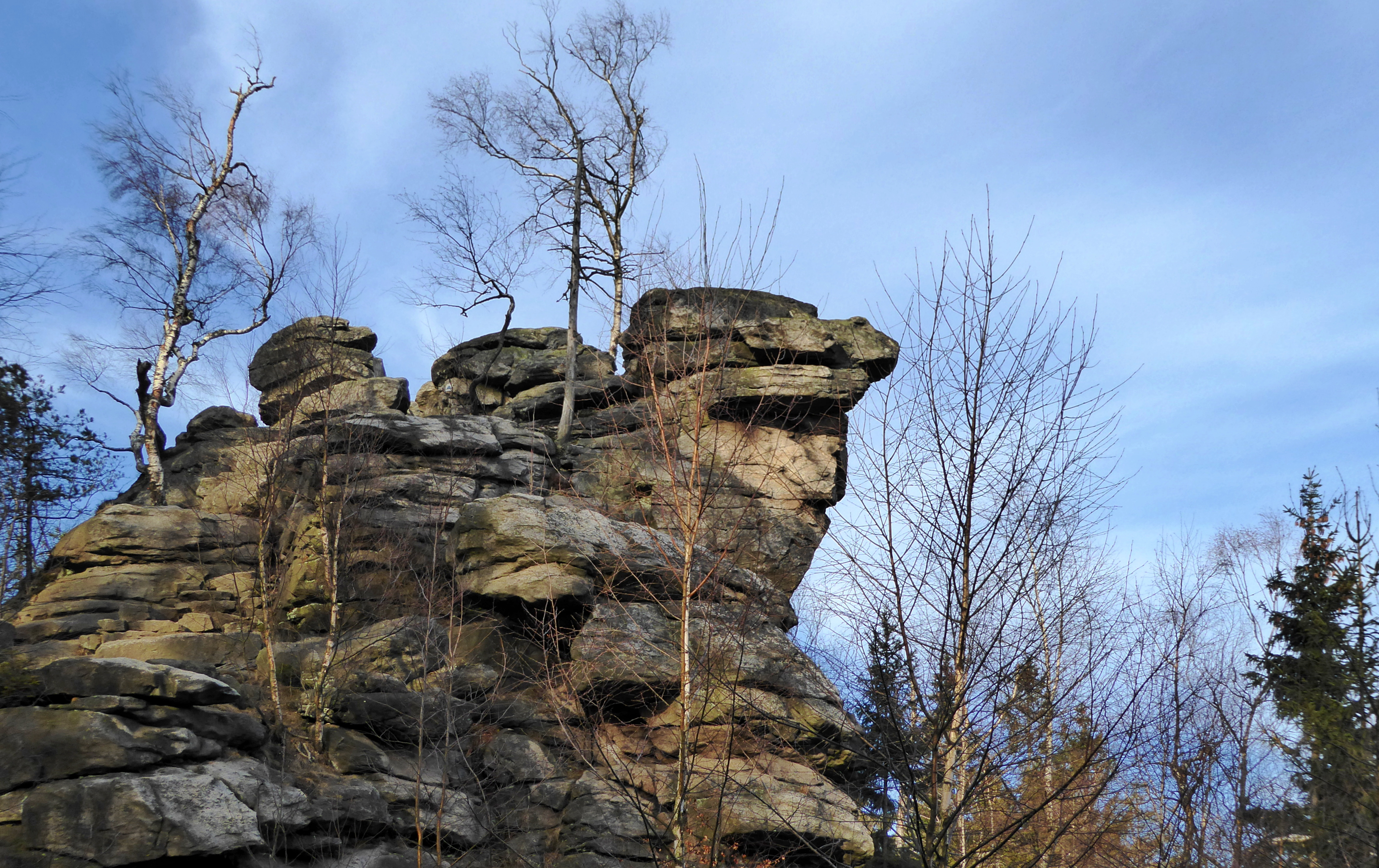
Nejvyšší vrchol Žďárských vrchů, Devět skal (836,1 m)

V geografii Česka jsou Žďárské vrchy situovány přibližně v centrální části státního území, na severozápadě Hornosvratecké vrchoviny, v rozsahu nadmořských výšek od nejnižší polohy 385 m na úrovni hladiny řeky Svratky pod údolní vodní nádrží Vír I., na rozhraní katastrů obcí Karasín a Vír, do 836 m na nejvyšším vrcholu Devět skal v katastru Moravské Křižánky. Nejvyšší vrchol Devět skal (836 m n. m.) je vzdálen cca 50,54 km východo-jihovýchodně (99°) od geografického, přesněji geometrického středu Česka.
Z hornin převládají krystalické břidlice (metamorfované - přeměněné horniny), jimiž místy prostupují rulové věže. Ve starších čtvrtohorách (pleistocén), vlivem denudace (odnášení rozrušených hornin působením větru, mrazu, vody a dalšími erozními vlivy) došlo k rozrušení povrchu hornin, vytvořily se kamenné suťové haldy, na některých místech kamenné moře. Odolnější hornina zůstala v podobě skalních útvarů – izolovaných skal, skalních hradeb a dalších tzv. kryogenních tvarů (např. mrazových srubů, kryoplanačních teras, balvanových proudů aj.) v lokalitách Borovského lesa (Čtyři palice, Zkamenělý zámek), Devítiskalské vrchoviny (Devět skal, Drátenická skála, Malinská skála) a Pohledeckoskalské vrchoviny (Bohdalec, Pasecká skála).
Vrcholy skal jsou většinou ploché, skalní stěny s vroubenými tvary (voštiny, výklenky, pseudoškrapy aj.), některé skalní útvary jsou vymezené také pro horolezeckou činnost (např. Drátenická skála a další). V lokalitě přírodní památky Devět skal tvoří skupina devíti větších skalních útvarů malé skalní město vzniklé mrazovým zvětráváním rul, na úpatí skalních bloků balvanitá pole (migmatity) a společenstva smrkových bučin, nejvyšší skalní hradba, tzv. Hlavní blok, ve vrcholové části upravená pro vyhlídku (rozhled omezený vzrostlými stromy), je nejvyšším vrcholem Žďárských vrchů.
Krajinná oblast (geomorfologická jednotka) je nepravidelného tvaru, vzdáleně připomínající půdorys trojúhelníku s vrcholy v katastrech Bystřice nad Pernštejnem, Proseč a Vojnův Městec. Vzdálenost okrajových míst např. Proseč – Bystřice nad Pernštejnem (sever – jih) činí přibližně 35 km a Borovnice – Karlov (východ – západ) kolem 21 km, od této linie k severovýchodu (Proseč) a k jihovýchodu (Bystřice nad Pernštejnem) se postupně zužuje. Územně ji vymezují obce a místa prezentovaná rozhraním geomorfologických okrsků Borovský les, Devítiskalská vrchovina a Pohledeckoskalská vrchovina.
Žďárské vrchy lze přibližně vymezit obcemi (místy) po obvodu (bez územních výstupků) od nejsevernějšího bodu:
Proseč u Skutče (lokalita Borka, přesněji řeka Novohradka ve Vranickém údolí pod bezejmenným vrcholem 496 m) – Budislav u Litomyšle (Kamenné Sedliště) – Lubná u Poličky (Skelná Huť) – Široký Důl - Oldřiš u Poličky (Černý potok u levostranného přítoku s názvem Potůček) – Kamenec u Poličky – Sádek – Borovnice (vrch Horka 578 m) – Jimramov – podél koryta řeky Svratky k jejímu pravostrannému přítoku Bystřice – Hrdá Ves – Dvořiště – Bystřice nad Pernštejnem (lokalita Ochoz, vrchol 589 m) – Rodkov (lokalita Šířava – Na vrších 541 m) – Rozsochy – Kundratice u Rozsoch – Divišov – Zubří – Pohledec – Maršovice – Jiříkovice – Lhotka u Žďáru nad Sázavou (lokality Horačky – Kříby 661 m) – Počítky (potok Pernička – lokalita Klusač) – Světnov (Lemperský potok – rybník Pstružák) – Škrdlovice – Karlov – Vojnův Městec (Městecký potok – Suchý kopec 684 m) – Vortová (lesní lokalita Na Kozinci, Vortovský potok) – Lhoty (lesní lokalita Mýto) – Herálec (rybník Šantrůček – Kocanda – Brušovec – Březový vrch) – Svratka (koryto řeky Svratky – Chlumětínská cesta) – Svratouch (vrchol sedla mezi vrchy Otava a U oběšeného) – Krouna (okrajem lesa u silnice II/354 – Olšiny až nad lokalitu Pleskotka u železniční trati 261) – Čachnov (lokalita Řežnízka) – Pustá Kamenice (Pekelec – železniční zastávka – výškový bod U javoru 659 m) – Rychnov (Rychnovský potok, most silnice I/34) – Otradov (lokalita Na zadech) – Česká Rybná a opět Proseč.

### Zeměpisný název
Zeměpisné jméno (oronymum) je spojením přídavného jména „žďárský" (adjektivum) a obecného podstatného jména „vrch" (substantivum) ve významu kopec. Původ slova „žďárský" se vztahuje k označení způsobu získávání pozemků vypalováním neboli žďářením na území s původně lesním porostem.
Českým úřadem zeměměřickým a katastrálním standardizované jméno v podobě Žďárské vrchy je zeměpisným názvem:
- vrchoviny vymezené územím geomorfologické jednotky (podcelek)
- chráněného území (Chráněná krajinná oblast Žďárské vrchy)

## Geomorfologie a přírodní podmínky
Geomorfologie řadí Žďárské vrchy mezi geomorfologické podcelky v rámci regionálního členění georeliéfu provedeného systémově pro celé území Česka, v seznamu geomorfologických jednotek je označena čtyřmístným indexem „IIC-4A". Obecně se stejnou stavbou zemské kůry (morfostrukturou), vývojem povrchových tvarů zemského povrchu (georeliéfu) a geomorfologické historie jako geomorfologický celek Hornosvratecká vrchovina, svým tvarem a vývojem geomorfologická jednotka více stejnorodá (homogennější). Z hlediska stavby zemské kůry tvoří součást devítiskalsko-sýkořské megaantiklinály (velkého protáhlého a vyklenutého tvaru zemského povrchu) vymezené na severozápadě Devítiskalskou vrchovinou (Žďárské vrchy) a na jihovýchodě Sýkořskou hornatinou (Nedvědická vrchovina) v rámci geomorfologického celku Hornosvratecké vrchoviny.
Skladebné části Žďárských vrchů tvoří čtyři geomorfologické okrsky:
- Borovský les (index IIC-4A-1), rozloha 114,39 km2
- Pohledeckoskalská vrchovina (index IIC-4A-2), rozloha 247,92 km2
- Devítiskalská vrchovina (index IIC-4A-3), rozloha 110,00 km2
- Milovská kotlina (index IIC-4A-4), rozloha 13,48 km2

V centrální části geomorfologického podcelku se vytvořila sníženina, představována rozlohou nejmenším geomorfologickým okrskem Milovská kotlina, severní okraj tvoří plochá vrchovina Borovského lesa, směrem na jihovýchod plochou největší Pohledeckoskalská vrchovina a na severozápadě je okrajovým a horopisně nejvyšším okrskem členitá Devítiskalská vrchovina klenbovitého tvaru.
Sousední geomorfologické podcelky (od nejsevernějšího bodu v katastru Proseče) tvoří:
- Loučenská tabule (index VIC-3B) na severovýchodě (Proseč – Široký Důl) v geomorfologickém celku Svitavská pahorkatina (index VIC-3)
- Nedvědická vrchovina (index IIC-4B) na východě až jihovýchodě (Široký Důl – Rodkov) v geomorfologickém celku Hornosvratecká vrchovina (index IIC-4)
- Bítešská vrchovina (index IIC-5A) na jihozápadě (Rodkov – Škrdlovice) v geomorfologickém celku Křižanovská vrchovina (index IIC-5)
- Havlíčkobrodská pahorkatina (index IIC-2C) na západě (Škrdlovice – Vojnův Městec) v geomorfologickém celku Hornosázavská pahorkatina (index IIC-2)
- Sečská vrchovina (index IIC-3B) na severozápadě (Vojnův Městec – Proseč) v geomorfologickém celku Železné hory (IIC-3)

Reliéf krajiny, typický zalesněnými úzkými hřbety oddělenými hlubokými a širokými údolími, dal význam geomorfologickému označení „žďárský typ georeliéfu“, v krajině mnohočetné skalní útvary, prameniště vodních toků, zbytky původního pralesa v národní přírodní rezervaci Žákova hora.
V lokalitách přírodní památky Rybenské Perničky a Milovské Perničky se vytvořily zvětráváním horniny na bochníkovitých vrcholech rulových skal jedinečné skalní mísy o různém průměru a prohloubení nazvané podle jejich tvaru perničky, na více místech četné balvanovité proudy a sutě (přírodní památky Malinská skála, Zkamenělý zámek a další).
Významné a nejvyšší vrchy tvoří Otava (735 m) a Karlštejn (784 m) v geomorfologickém okrsku Borovský les, s nadmořskou výškou 800 m a vyšší jsou to Bohdalec (801 m), Vysoký kopec (806 m), Pohledecká skála (813 m), Buchtův kopec (813 m), Kopeček (822 m), Pasecká skála (823 m) v geomorfologickém okrsku Pohledeckoskalská vrchovina, Tisůvka (804 m), Lisovská skála (802 m), Kamenný vrch (803 m), Šindelný vrch (806 m), Žákova hora (810), Malinská skála (813 m), Suchý kopec (817 m), Křivý javor (823 m), Křovina (830 m) a Devět skal (836 m) v geomorfologickém okrsku Devítiskalská vrchovina.
Krajinnou oblast charakterizuje drsnější, chladné a vlhké podnebí, většinou se severozápadními a jihovýchodními větry (nejchladnějším měsícem je leden, nejteplejším červenec). Počasí v oblasti sleduje např. meteorologická stanice Svratouch v síti Českého hydrometeorologického ústavu.

### Geologie
Geologické podloží tvoří horniny pararula, svor, perlová rula, migmatit (proterozoikum), ortorula, v ostrůvcích amfibolit, skarn, mramor a biotitické ruly (paleozoikum až proterozoikum), kvarcit (proterozoikum) a nad Borovou u Poličky též granit (paleozoikum) v lokalitách Borovského lesa, dvojslídný migmatit až ortorula, také dvojslídný svor a drobně zrnitá biotitická rula, kvarcit a amfibolit v Devítiskalské vrchovině, dvojslídný svor, v menší míře ortorula a v malých ostrůvcích mramor a drobně zrnitá biotitická rula v Milovské kotlině a v Pohledeckoskalské vrchovině také amfibolit a pararula. V místech vodních toků a nádrží hlína, písek, štěrk nivního sedimentu (kvartér).

#### Významné geologické lokality
Významné skalní útvary tvoří součást geologických lokalit dokumentovaných Českou geologickou službou, z hlediska zvláště chráněného území Česka náleží většinou i mezi maloplošné přírodní rezervace nebo přírodní památky. Mezi dokumentované geologické lokality patří také opuštěné lomy (pod Louckým kopcem, Svratka), bývalá ložiska železné rudy a průzkumné šachty na uranovou rudu (Ruda u Čachnova, Čachnov), výchozy hornin (Pustá Rybná) nebo rašeliniště mezi Bubnovaným kopcem a Rovinou (Rašeliniště Karlštejn, Pustá Rybná) aj.
Skalní útvary na zvláště chráněném území:
- Bílá skála
- Čtyři palice
- Devět skal
- Drátenická skála
- Lisovská skála
- Malinská skála
- Milovské Perničky
- Pasecká skála
- Pohledecká skála
- Rybenské Perničky
- Vávrova skála
- Vlčí kámen
- Zkamenělý zámek

### Vodstvo
Vodstvo náleží do povodí evropských řek Labe (Novohradka, Sázava) a Dunaje (Svratka), oblastí prochází rozvodnice Labe – Dunaj, část hlavního evropského rozvodí. Pramenná oblast významných řek leží v Borovském lese (Novohradka) a v Devítiskalské vrchovině (Sázava se zdrojnicí nazvanou Stružný potok a s rozsáhlým prameništěm s více zdrojnicemi Svratka).
Rozlohou větší rybníky byly vybudovány v Milovské kotlině, Kyšperský a Řasník (Křižánky), Milovský (Sněžné) a také v Pohledeckoskalské vrchovině, Domaninský (Domanín), Medlovský (Fryšava pod Žákovou horou), Skalský (Lhota u Lísku), Sykovec (Tři Studně), Zuberský (Zubří u Nového Města na Moravě).

### Výškové body
Následující tabulka uvádí 17 nejvyšších vrcholů, které přesahují výšku 800 m n. m.:
| Vrchol           | Výška m n. m. | Promi- nence | Izolace                    | Souřadnice                       |
| ---------------- | ------------- | ------------ | -------------------------- | -------------------------------- |
| Devět skal       | 836 m         | 321 m        | 60,6 km → Buková hora      | 49°40′15″ s. š., 16°01′56″ v. d. |
| Křovina          | 830 m         | 085 m        | 02,1 km → Devět skal       | 49°39′25″ s. š., 16°03′10″ v. d. |
| Křivý javor      | 823 m         | 063 m        | 02,5 km → Křovina          | 49°38′35″ s. š., 16°01′18″ v. d. |
| Pasecká skála    | 823 m         | 096 m        | 04,9 km → Křovina          | 49°36′56″ s. š., 16°04′53″ v. d. |
| Kopeček          | 822 m         | 037 m        | 00,9 km → Pasecká skála    | 49°36′38″ s. š., 16°05′26″ v. d. |
| Suchý kopec      | 817 m         | 016 m        | 00,7 km → Křovina          | 49°39′41″ s. š., 16°03′45″ v. d. |
| Malinská skála   | 813 m         | 030 m        | 00,5 km → Suchý kopec      | 49°39′40″ s. š., 16°04′16″ v. d. |
| Buchtův kopec    | 813 m         | 124 m        | 05,4 km → Křovina          | 49°39′35″ s. š., 16°08′00″ v. d. |
| Pohledecká skála | 813 m         | 058 m        | 02,8 km → Kopeček          | 49°35′35″ s. š., 16°07′12″ v. d. |
| Žákova hora      | 810 m         | 035 m        | 01,8 km → Křivý javor      | 49°39′25″ s. š., 15°59′31″ v. d. |
| Vysoký kopec     | 806 m         | 070 m        | 01,5 km → Buchtův kopec    | 49°40′06″ s. š., 16°06′59″ v. d. |
| Šindelný vrch    | 806 m         | 106 m        | 03,2 km → Žákova hora      | 49°39′59″ s. š., 15°56′54″ v. d. |
| Tisůvka          | 804 m         | 051 m        | 01,5 km → Šindelný vrch    | 49°39′07″ s. š., 15°56′57″ v. d. |
| Kamenný vrch     | 803 m         | 037 m        | 01,8 km → Šindelný vrch    | 49°40′44″ s. š., 15°55′55″ v. d. |
| Fryšavský kopec  | 803 m         | 018 m        | 00,6 km → Křivý javor      | 49°38′15″ s. š., 16°00′08″ v. d. |
| Lisovská skála   | 802 m         | 017 m        | 00,4 km → Křovina          | 49°39′42″ s. š., 16°02′18″ v. d. |
| Bohdalec         | 801 m         | 055 m        | 03,7 km → Pohledecká skála | 49°37′23″ s. š., 16°08′39″ v. d. |

Nadmořské výšky 801,1 metrů dosahuje Bohdalec na vrcholu mrazového srubu, trigonometrický bod s nivelací 790,6 m n. m. leží pod skalním útvarem, měření provedeno v roce 2016. Počet tzv. osmistovek (psáno též 8istovek) v rámci Českomoravské vrchoviny je celkem osmnáct, nadmořskou výšku 800 m překonává i Javořice (837 m), nejvyšší vrchol geomorfologické podsoustavy.

## Ochrana přírody a krajiny
Chráněná krajinná oblast Žďárské vrchy překrývá větší část území geomorfologického podcelku Žďárské vrchy a plochou zasahuje i na území sousedních geomorfologických jednotek, Bítešská vrchovina, Havlíčkobrodská pahorkatina a Sečská vrchovina. S rozlohou přibližně 70889 ha je velkoplošné zvláště chráněné území nejvýznamnějším institutem ochrany přírody a krajiny v okresech Žďár nad Sázavou, Havlíčkův Brod, Chrudim a Svitavy.
Slavnostně vyhlášená 27. června 1970 armádním generálem Ludvíkem Svobodou, tehdejším prezidentem Československa, v lokalitě nazvané „Stříbrná studánka“, u jednoho z pramenů zdrojnic řeky Svratky. Právní účinnosti nabyl výnos bývalého Ministerstva kultury ČSR dnem 30. července 1970, účelem byla ochrana krajiny s významným zastoupením přirozených ekosystémů a typických přírodních prvků (skalních útvarů, pramenišť vodních toků, lesních komplexů), také péče o maloplošná zvláště chráněná území (národní přírodní rezervaci Žákova hora a četné přírodní rezervace a památky).
Významné krajinné prvky, rulové skalní útvary na zalesněných úzkých hřbetech, rašeliniště a mokřadní společenstva, říční krajina v povodí Svratky, široká údolí, lesní společenstva, vegetační pokryv, lidová architektura aj., typické pro utváření a vzhled krajiny, byly důvodem pro vyhlášení velkoplošného zvláště chráněného území, překrývá větší část plochy geomorfologické jednotky kromě části Borovského lesa na severu (Borová – Proseč) a Pohledeckoskalské vrchoviny na jihovýchodě (Jimramov – Hrdá Ves – Bystřice nad Pernštejnem – Divišov).
Větší počet lokalit je součástí maloplošných zvláště chráněných území, národní přírodní rezervace Žákova hora, přírodních rezervací Čtyři palice, Damašek, Meandry Svratky u Milov, Olšina u Skleného a přírodních památek Bílá skála, Brožova skála, Černá skála, Devět skal, Drátenická skála, Lisovská skála, Malinská skála, Milovské Perničky, Pasecká skála, Rybenské Perničky, Sklenské louky, Suché kopce, Tisůvka, Vlčí kámen a Zkamenělý zámek.

## Kulturní krajina

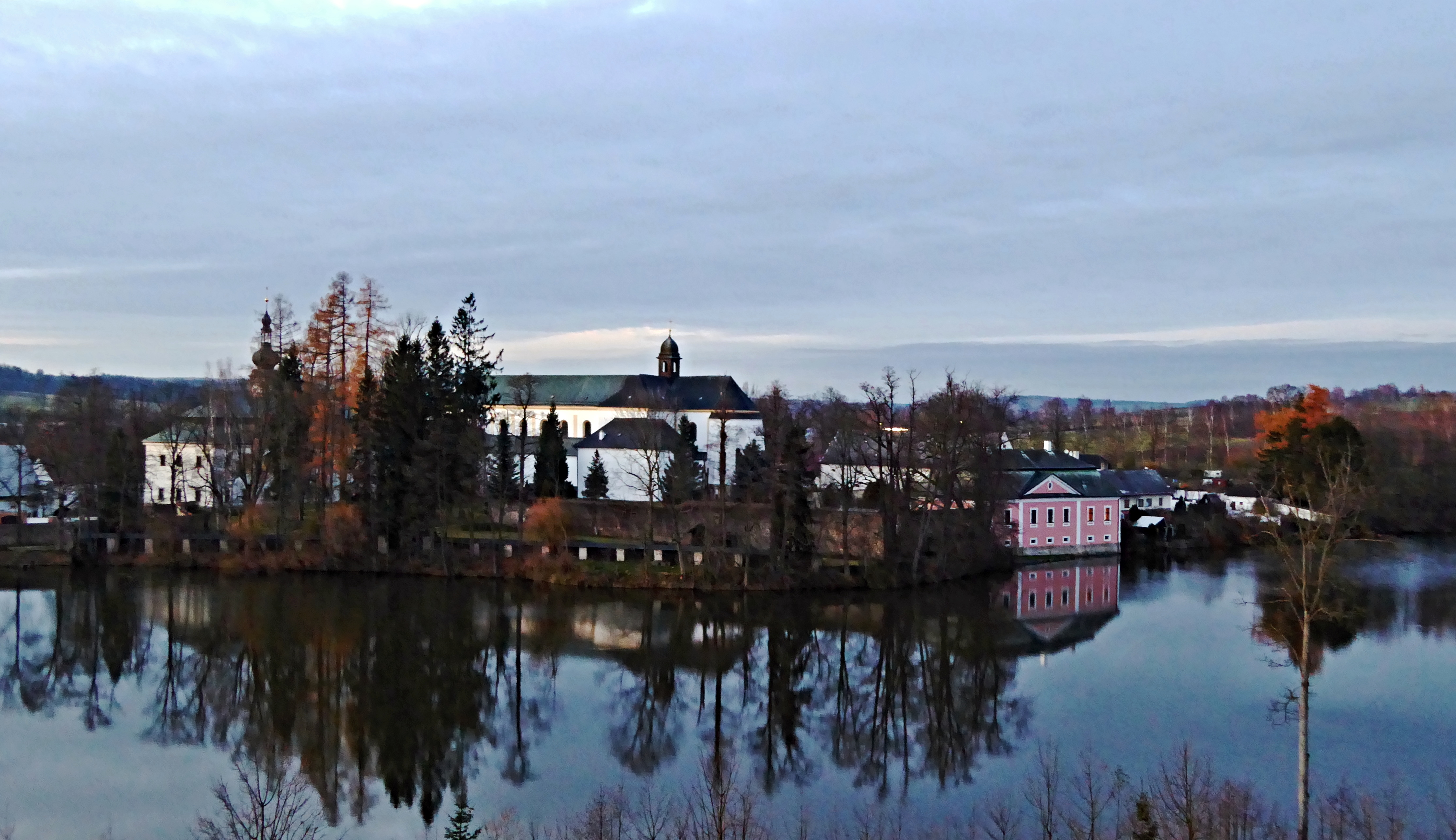
Zámecký areál na břehu Konventského rybníka ve Žďáru nad Sázavou, původně klášter podílející se na vnitřní kolonizaci Žďárských vrchů

V raném středověku oblastí vedeny obchodní cesty, vyšší polohy osídlovány od 13. století, na kolonizaci území se podílely kláštery, například původně gotický cisterciácký Studnice Blahoslavené Panny Marie, později barokně upravovaný (barokní gotika, účast na stavební úpravě Jan Blažej Santini-Aichel), po zrušení kláštera přebudován na zámek, dnes zámecký areál ve Žďáru nad Sázavou.
V severní části Žďárských vrchů, v obci Svratouch, vybudován ve stylu pozdního baroka v 18. století tzv. lovčí zámeček Karlštejn hrabětem Filipem Kinským, tehdy majitelem rychmburského panství.
Ve 14. století v krajině těžba hornin, z nich získáváno stříbro, železo aj., hospodářský rozvoj znamenal početní růst obyvatelstva, také německého, v 18. století zaváděno například pěstování lnu a jeho zpracování. Půda v oblasti příznivá pro pěstování nenáročných plodin, např. brambor, v zemědělství rozšířena živočišná produkce (pastevectví), využívána energie vodních toků (hamry, mlýny).
V rámci administrativně správního dělení České republiky zasahuje do krajinné oblasti největší částí okres Žďár nad Sázavou (bývalé sídlo okresu, město Žďár nad Sázavou, leží v Bítešské vrchovině), malým okrajem na katastrálním území městyse Krucemburk také okres Havlíčkův Brod, oba náležející do Kraje Vysočina, v severní a severovýchodní části okres Chrudim a okres Svitavy v Pardubickém kraji.

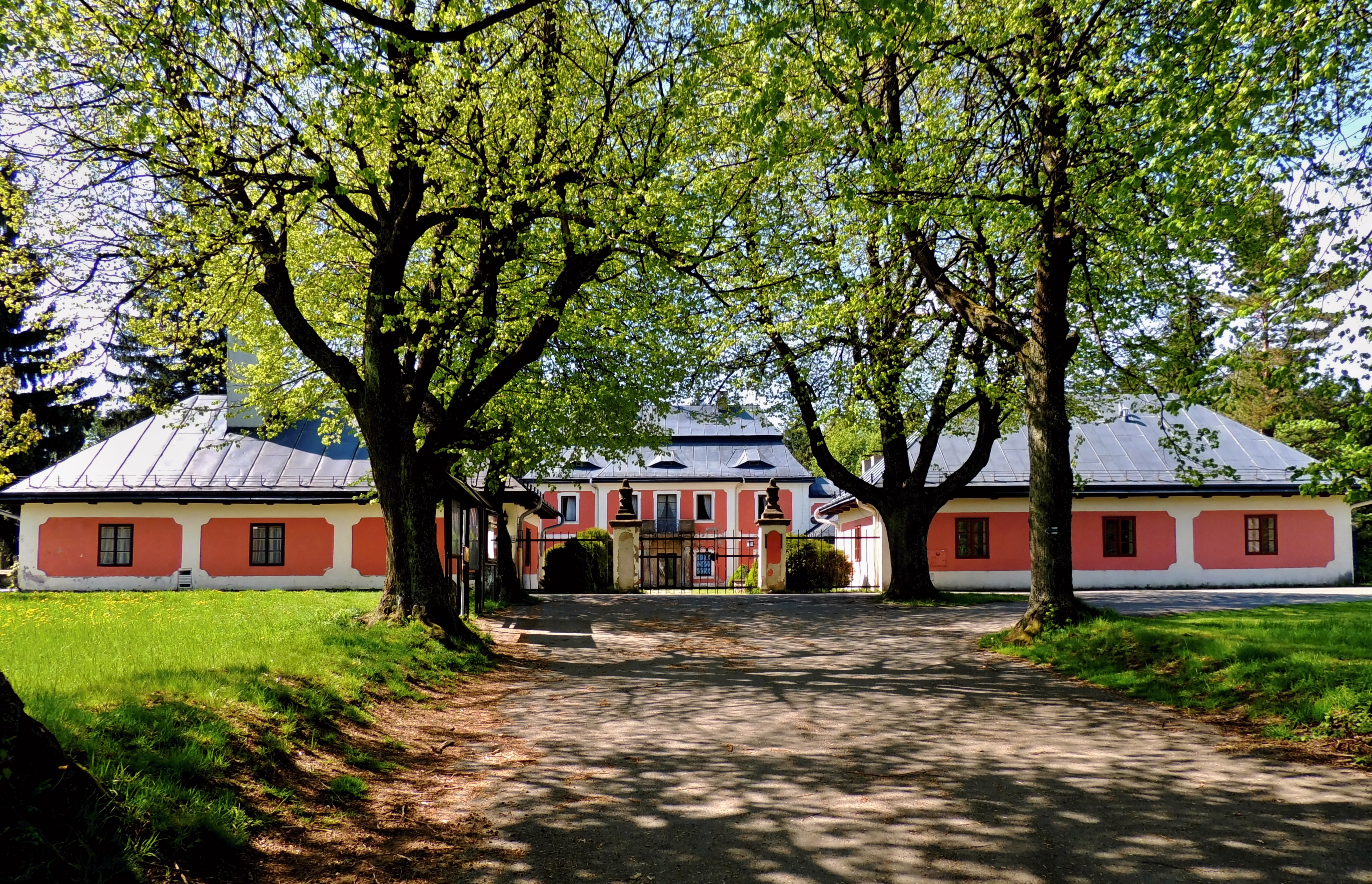
Lovecký zámek Karlštejn v obci Svratouch, původně se správou lesních majetků, ve druhé polovině 20. století také rekreační objekt v krajině severní části Žďárských vrchů

Města, městyse a obce s katastrálním územím alespoň částečně ležícím v oblasti geomorfologického podcelku Žďárské vrchy:
- Borová
- Borovnice
- Březiny
- Bystřice nad Pernštejnem
- Cikháj
- Daňkovice
- Františky
- Fryšava pod Žákovou horou
- Herálec
- Jimramov
- Kadov
- Krásné
- Krucemburk, malá lokalita v severozápadní vrcholové části Suchého kopce (684 m n. m.)[19]
- Křižánky
- Lísek
- Maršovice
- Nové Město na Moravě
- Oldřiš
- Proseč
- Pustá Kamenice, jihovýchodní část katastrálního území obce
- Pustá Rybná
- Rokytno
- Sádek
- Sklené
- Sněžné
- Světnov
- Svratka
- Svratouch
- Škrdlovice
- Telecí
- Tři Studně
- Věcov
- Vojnův Městec